# NGC 1567
NGC 1567 je galaksija u zviježđu Dlijetu.

## Vanjske poveznice
- SEDS: NGC 1567